# Departamento de Parques e Recreação da Califórnia
O Departamento de Parques e Recreação da Califórnia, também conhecido como Parques Estaduais da Califórnia, gerencia o sistema de parques estaduais da Califórnia. O sistema administra 280 unidades de parque separadas em 1,4 milhões de acres (570,000 ha), com mais de 280 milhas (450 km) de litoral; 625 milhas (1.000 km) de frente ao lago e ao rio; Cerca de 15 mil parques de campismo; E 3.000 milhas (4.800 km) de caminhadas, ciclismo e trilhas equestres. Com sede em Sacramento, a administração do parque é dividida em 25 distritos. O sistema de parques estaduais da Califórnia é o maior sistema de parques estaduais nos Estados Unidos.

## História

### História pré-burocrática
O primeiro parque estadual da Califórnia foi o Yosemite Grant, que hoje faz parte do Parque Nacional de Yosemite. Em 1864, o governo federal reservou o Vale de Yosemite para a preservação e cedeu a terra ao estado, que geriu o famoso vale glacial até 1906.
O parque estadual mais antigo da Califórnia, o Parque Estadual Big Basin Redwoods, foi fundado em 1902. Até 1921, cada parque foi administrado por uma comissão ou agência independente.

### História burocrática
Em 1927, a Legislatura da Califórnia, com o apoio do governador C. C. Young, estabeleceu a Comissão do Parque Estadual, e sua associação original incluiu: Major Frederick R. Burnham, W. F. Chandler, William E. Colby (Secretário), Henry W. O'Melveny e Dr. Ray Lyman Wilbur. No ano seguinte, uma nova Comissão do Parque Estadual começou a reunir apoio para a primeira emissão de títulos do parque estadual. Os esforços foram recompensados em 1928 quando os californianos votaram quase três a um em favor de um ato de bonificação de estacionamento de US $ 6 milhões. Além disso, Frederick Law Olmsted, Jr., completou uma pesquisa estatal sobre potenciais parques que definiu metas básicas de longo alcance e forneceu orientação para a aquisição e desenvolvimento de parques estaduais. Com Newton B. Drury (mais tarde nomeado diretor do Serviço de Parques Nacionais) servindo como oficial de aquisição, o novo sistema de parques estaduais rapidamente começou a crescer.